# Régiment Tjakrabirawa
 (mars 2016).
Le contenu est difficilement compréhensible vu les erreurs de traduction, qui sont peut-être dues à l'utilisation d'un logiciel de traduction automatique.

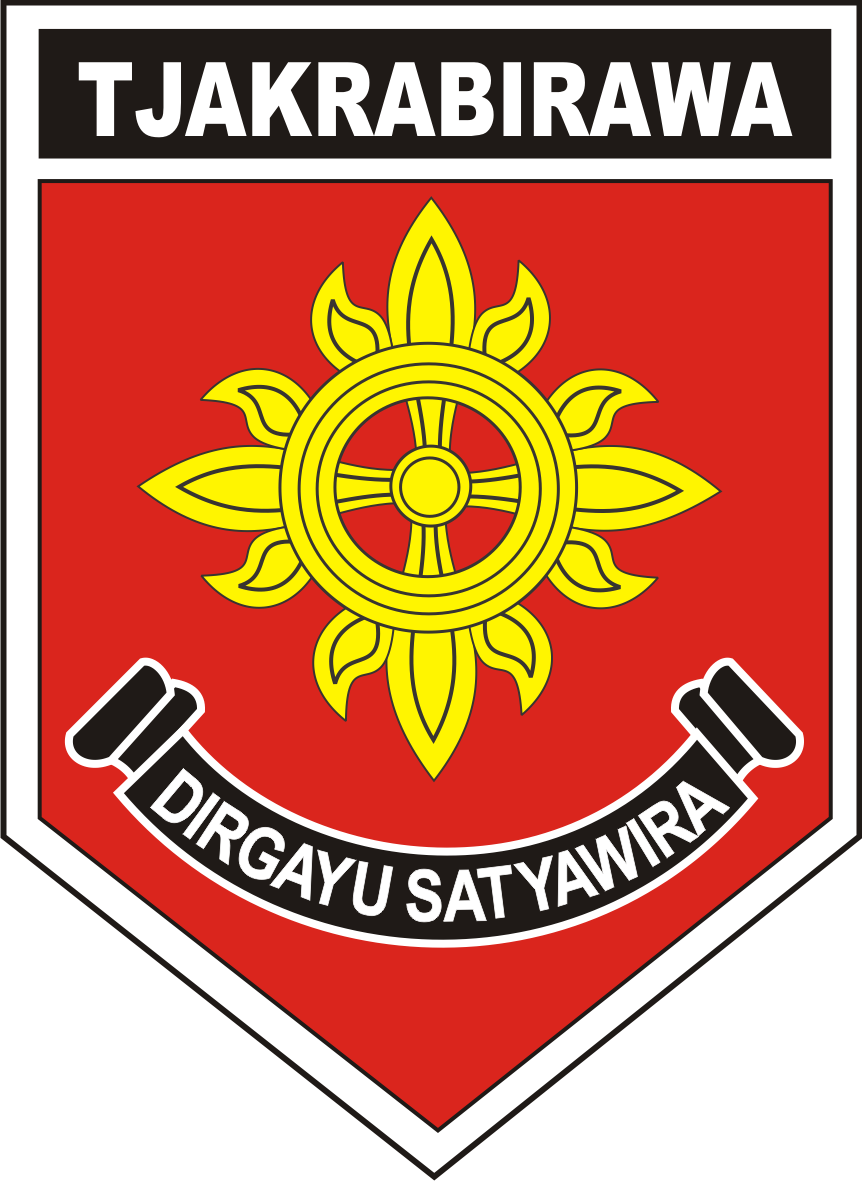
Logo du régiment Tjakrabirawa

Le régiment Tjakrabirawa était une unité d'élite de l'armée indonésienne chargée de la garde présidentielle sous le président Soekarno. Le régiment fut dissout en 1966 en raison de sa participation au Mouvement du 30 septembre 1965.
Soekarno avait créé le Tjakrabirawa à la suite de plusieurs tentatives d'assassinat contre lui. Le régiment était constitué de soldats de différentes unités telles le KOSTRAD de l'armée de terre, le KKO (corps des fusiliers marins indonésiens, le PGT (aujourd'hui Kopaskhas) de l'armée de l'air et la Brigade Mobil de la police. Son premier commandant fut le brigadier-général M. Sabur.
"Tjakrabirawa" est le nom de l'arme sacrée de Kresna dans le wayang kulit, le théâtre d'ombres traditionnel javanais. L'emblème du régiment était un cakra doré dans un pentagone rouge surmonté d'un béret rouge.